# Ballast (marine)
Pour les articles homonymes, voir Ballast.
Un ballast est un réservoir d'eau de grande contenance équipant certains navires. Il est destiné à être rempli ou vidangé d'eau de mer afin d'optimiser la navigation. L'opération de vidange, ou déballastage, effectuée dans de mauvaises conditions peut poser des problèmes écologiques.
Le ballast est également le nom donné aux capacités de stockage de combustibles ou d'eau douce : ballast « eau douce », ballast « à combustible ».

## Étymologie
Il s'agit de l'abréviation de water-ballast, terme anglais, de water 'eau' et ballast 'lest'. Ce terme a d'abord désigné l'eau de ces réservoirs, avant de s'appliquer par métonymie aux réservoirs eux-mêmes (anglais ballast tanks). Le mot ballast, d'origine scandinave, signifiant 'lest', a été emprunté au XIVe siècle par le bas allemand (ligue Hanséatique) et le néerlandais, d'où il a passé à la même époque en français et en anglais. Supplanté entre-temps en français par le mot lest, il a été emprunté à l'anglais dans ses sens actuels.

## Usage
Le ballast est destiné à être rempli ou vidangé d'eau de mer afin d'optimiser la navigation. Il permet entre autres de corriger la gîte ou l'assiette lorsqu'un chargement est déséquilibré ; d'accroître l'enfoncement d'un navire lège, afin que l'hélice soit suffisamment immergée et également diminuer le fardage ; d'éviter les efforts trop importants au navire (répartition des poids sur la longueur) et d'améliorer la stabilité en modifiant la position du centre de gravité général.
Le déballastage en mer, dans les ports pose des problèmes pour la biodiversité, car c'est un puissant facteur de dispersion d'espèces exogènes dont certaines pourraient devenir des espèces invasives.

## À bord des navires de surface
Le ballast forme un lest permettant de gérer la stabilité et/ou l'assiette, la gîte d'un navire.

Il s'agit le plus couramment de plusieurs capacités pouvant être remplies d'eau de mer ou vidées au gré des nécessités, ce par un circuit de ballastage et à l'aide de pompe(s).

Principe de l'utilisation des ballasts.
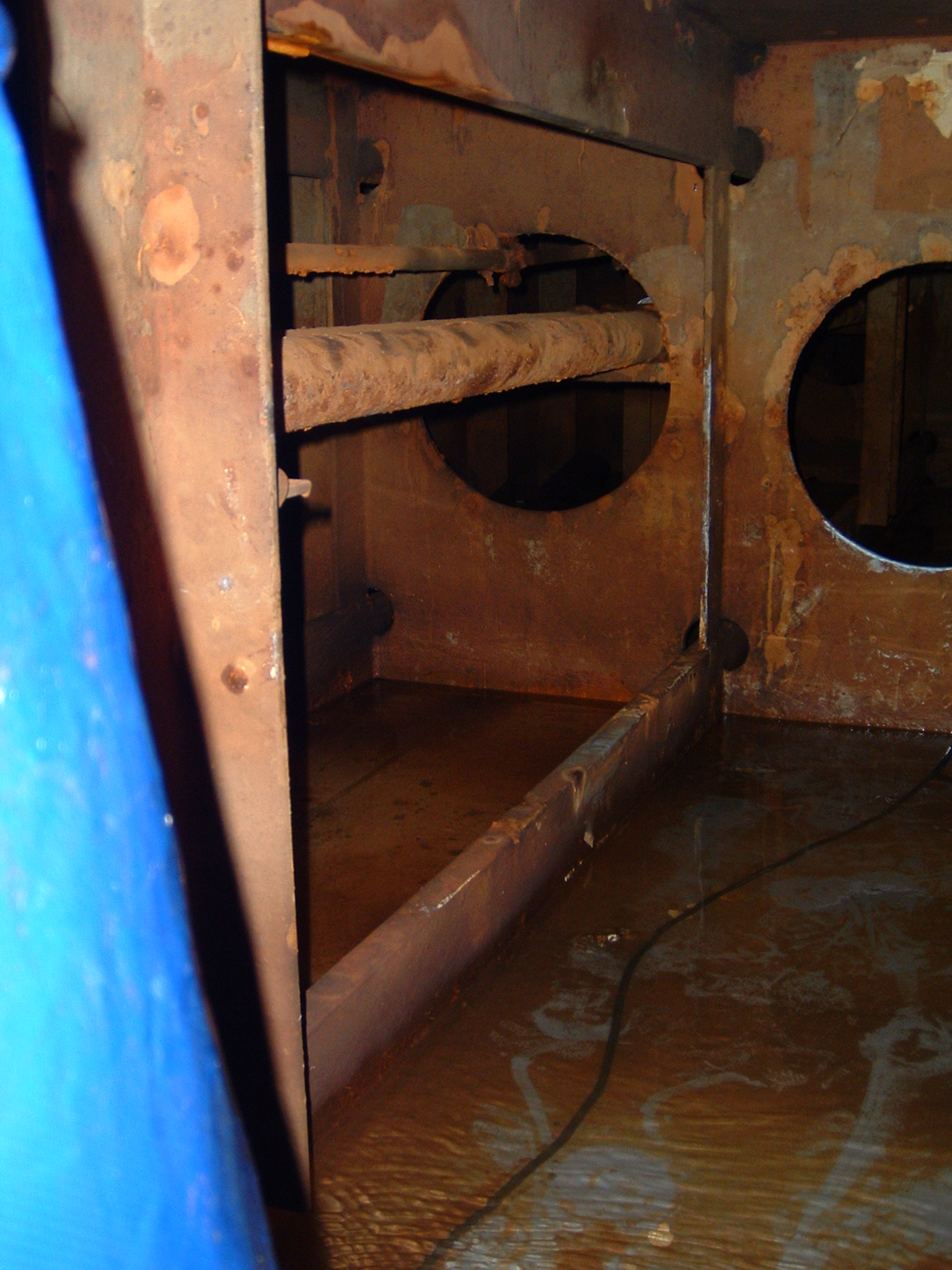
Ballast de double fond.
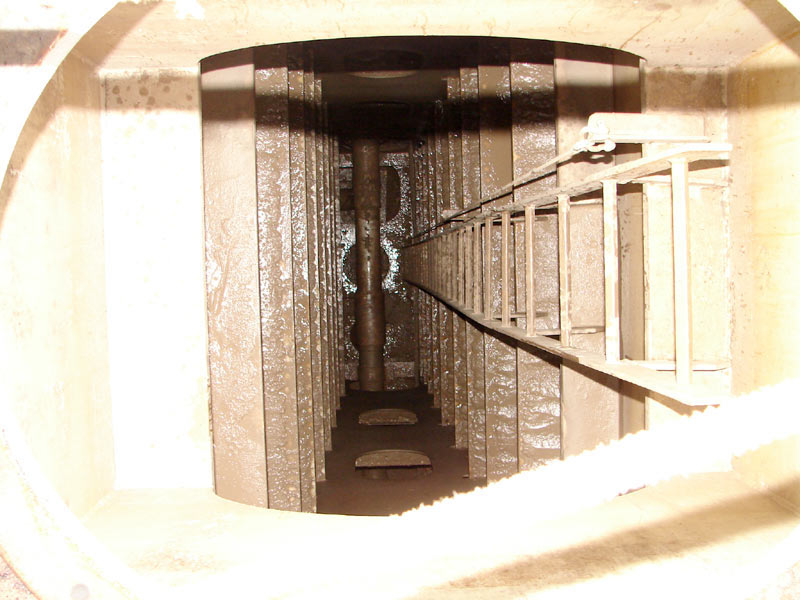
Vue dans un ballast latéral du pétrolier/chimiquier Chassiron.
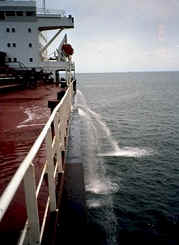
Navire en fin de remplissage de ses ballasts. Ceux-ci débordent sur le pont.

Lors de passage en forme de radoub les ballasts peuvent être vidangés par gravité en dévissant le(s) nable(s).
On appelle aussi communément ballast à combustible les capacités qui contiennent du combustible liquide (les soutes).

### Cas des voiliers
Lorsqu'il s'agit d'un simple lest, on place une matière dense (par exemple des pierres, ou plus récemment des gueuses de plombs) dans le fond des bateaux pour les rendre plus stables (abaissement du centre de gravité du bateau), ou corriger un problème de jauge[Quoi ?].
Pen Duick V, le navire d'Éric Tabarly, est le premier voilier à ballasts.
Utilisation des ballasts pour réduire la gîte :
Les ballasts peuvent être centraux : ils sont alors fixes, et leur avantage est de procurer une certaine inertie contre la gîte, ou latéraux : situés dans les flancs du bateau, ils nécessitent un moindre volume que les ballasts centraux, mais le volume d'eau présent doit être transvasé sur l'autre bord à chaque virement de bord. Sur de petites unités, ce transfert peut se faire par simple gravitation lorsque gîte et vitesse sont assez élevées, en ouvrant et fermant les vannes disposées sur le système de ballastage. Au vent arrière, où la question de gîte se pose moins, les ballasts peuvent être partiellement purgés en rejetant à la mer une partie de leur contenu, afin d'alléger le poids du bateau.

### Cas des navires à moteur
Dans d'autres conditions, et notamment sur de gros navires à moteur, la gestion peut être plus complexe. Elle fait l'objet de procédures détaillées dans le cadre de la convention pour la gestion des eaux de ballast de 2004 instaurée par l'Organisation maritime internationale, qui s'applique à l'ensemble de la flotte de la marine marchande.

## À bord des sous-marins
Les ballasts d'un sous-marin sont des réservoirs, à l'extérieur (ou à l'intérieur sur d'anciens sous-marins) de la coque résistante (dite coque épaisse), qui contiennent de l'air ou de l'eau. Leur ouverture supérieure est fermée par des trappes actionnables à distance appelées « purges », leur ouverture inférieure n'a pas d'obturateur.
- En surface, les purges sont fermées et les ballasts sont pleins d'air (comme un verre vide retourné dans l'eau) :

V(total) = V(zone vie) + V(ballasts)
- Pour plonger, le sous-marin ne peut pas modifier son poids. Il modifie donc le seul paramètre qu'il puisse modifier : son volume. Il ouvre ses purges, les ballasts se remplissent entièrement d'eau et diminuent ainsi le volume du sous-marin (les ballasts font "corps" avec la mer et sont à la pression d'immersion) :

V(total) = V(zone vie) car V(ballasts) = 0 m3 d'air.
La masse du sous-marin est donc toujours la même mais il déplace moins d'eau. Or, l'intensité de la poussée d'Archimède est égale au poids du volume d'eau déplacé par l'objet immergé. Le poids du sous-marin (inchangé) étant supérieur à celui du volume d'eau qu'il déplace (modifié), le sous-marin plonge.
Une fois en plongée, les ballasts étant pleins d'eau, les purges sont refermées pour une raison de sécurité. Le sous-marin équilibre finement son poids avec la poussée d'Archimède à l'aide de caisses de réglage sous pression appelées régleurs et situées dans sa cale (de façon à équilibrer et abaisser son poids et son centre de gravité). Pour cela, il remplit plus ou moins d'eau ces régleurs. De même, il règle son assiette grâce à ses caisses d'assiette, situées à l'avant et à l'arrière, afin de la maintenir nulle. On dit qu'il effectue sa pesée. Ainsi, un sous-marin en plongée est, comme un aérostat dans l'air, en position d'équilibre (quoique instable) dans l'eau (principe du ludion) ; sa flottabilité est nulle et il se déplace sur le plan vertical en agissant sur ses barres de plongée et sa propulsion.
- Pour faire surface, le sous-marin injecte de l'air comprimé dans les ballasts (les purges étant fermées) pour les vider totalement de leur eau et retrouver une flottabilité positive. On dit qu'il "chasse normal aux ballasts".
- S'il venait à devoir faire surface en urgence (importante entrée d'eau de mer accidentelle entraînant un alourdissement très fort et compromettant sa sécurité et sa remontée en surface), le sous-marin videra alors complètement ses ballasts avec un violent débit d'air comprimé. On dit qu'il "chasse rapide".

## Autres applications maritimes et navales
Le principe du ballast est également utilisé par les bathyscaphes. Les brise-glaces l'utilisent aussi afin de faire rouler le navire, et éviter de rester pris dans les glaces. Les docks flottants, les navires porte-barges ou les navires amphibies utilisent des ballasts pour diminuer leur flottabilité et donner ainsi accès à leur charge en pontée (barges, chalands, navire transporté) ou en radier (chalands de débarquement). Les navires de débarquement les utilisent aussi pour « plager » (échouage opérationnel).

## Conséquences environnementales du ballastage
Le ballastage est l'action de vider ou de remplir les ballasts d'eau de mer. L'Organisation maritime internationale (OMI) a évalué que, pour la seule année 2004, ce sont environ dix milliards de mètres cubes d'eau qui ont été transportés par les 45 000 navires de commerce mondiaux dans leurs ballasts.
L'un des problèmes actuels inhérents au ballastage et au déballastage est que l'eau de mer est pompée à un endroit du globe (zone de déchargement de cargaison), et généralement vidangée à un autre (zone de chargement). L'eau de mer contient des particules solides boueuses et des particules vivantes animales ou végétales, ces éléments peuvent être toujours vivants lors du rejet. Ils peuvent alors se retrouver dans un écosystème différent auquel ils peuvent nuire. La réglementation actuelle tend à obliger les navires à avoir un plan de gestion des eaux de ballast, ce, afin d'éviter de déséquilibrer un écosystème par le transport éventuel d'espèces invasives. 
- Une Convention internationale pour la gestion des eaux de ballast, a été proposée en 2004 par l'OMI, concernant des procédures minimales de renouvellement de ballast, et de standardisation des équipements de vidange des ballasts.
- Mais elle n'entre en vigueur que 12 mois après ratification par 30 États au moins, devant représenter 35 % du tonnage brut mondial. Or, six ans plus tard, début 2010, seuls 22 pays (qui transportent 22,65 % du tonnage de fret mondial maritime) l'avaient ratifiée.
- L'OMI a donc, lors de sa 60e réunion, voté une résolution appelant les États à ratifier cette convention et à rapidement faire installer des systèmes d'administration d'eau de lest pour les nouveaux navires, conformément aux dates d'application contenues dans la Convention (entre 2009 et 2016).

Conformément à la règlementation, les navires doivent échanger l'eau des ballasts lorsqu'ils se trouvent en haute mer. L'échange doit se faire si possible par grande profondeur (> 2 000 m), de jour, et le plus loin possible du littoral. Afin de pallier des problèmes d'efforts structurels et/ou de stabilité, deux possibilités sont offertes pour le remplacement des eaux de ballasts :
1. Vidanger la totalité puis remplir.
2. Remplir sans vidanger, en laissant le trop plein sortir par les dégagements d'air. Il faut dans ce cas refouler trois fois le volume du ballast (cette méthode est plus longue mais ne modifie pas les critères de stabilité).

Ces échanges doivent être mentionnés dans un registre.
Les autres traitements existants (2017) sont les suivants :
- L'électrolyse ;
- Les rayons ultra-violets ;
- L'ozonization ;
- L'injection de produits chimiques ;
- la cavitation par ultrasons ;
- La désoxygènation[6].

Lors d'un déballastage, l'eau rejetée a souvent une couleur rouille en raison des boues qui se déposent dans le fond des ballasts au fur et à mesure des mouvements de remplissage/vidange.
Certains navires citerne anciens, moins pourvus en capacités de ballasts, utilisent une partie de leurs cuves de cargaison pour le ballastage ; avant de le faire, ces cuves doivent être nettoyées, mais il arrive que des équipages de pétroliers peu scrupuleux rejettent à la mer une eau fortement contaminée en hydrocarbures, ce phénomène extrêmement polluant est souvent désigné dans la presse sous le terme (impropre) de dégazage.